# Robin Yearwood
Robin Yearwood (ur. 1946), antiguański polityk, lider opozycji i przewodniczący Partii Pracy Antigui od 2005.

## Kariera polityczna
Robin Yearwood w 1976 został po raz pierwszy wybrany w skład Izby Reprezentantów z okręgu St. Phillips North, w której zasiada do dzisiaj. 
W 1980 po raz pierwszy objął stanowisko w administracji rządowej, w której przez wiele lat sprawował różne funkcje. W 2001 objął stanowisko ministra usług komunalnych, mieszkalnictwa, transportu i lotnictwa w rządzie premiera Lestera Birda. We wrześniu 2002 premier Bird mianował go wicepremierem. 
W wyborach parlamentarnych 23 marca 2004 Partia Pracy Antigui poniosła porażkę, zdobywając tylko 4 mandaty w 17-osobowym parlamencie. Nowym premierem został Baldwin Spencer ze Zjednoczonej Partii Postępowej. Partia Pracy Antigui znalazła się w opozycji. W 2005 Robin Yearwood zastąpił Lestera Birda na stanowisku lidera partii.